# Condado de Maries
El condado de Maries (en inglés: Maries County), fundado en 1826, es uno de 114 condados del estado estadounidense de Misuri. En el año 2000, el condado tenía una población de 28,289 habitantes y una densidad poblacional de 25 personas por km². La sede del condado es Vienna. El condado recibe su nombre en honor al río Maries.

## Geografía
Según la Oficina del Censo, el condado tiene un área total de 1373 km² (530,1 mi²), de la cual 1167 km² (450,6 mi²) es tierra y 6 km² (2,3 mi²) (0.42%) es agua.

### Condados adyacentes
- Condado de Lewis (norte)
- Condado de Adams, Illinois (moreste)
- Condado de Pike, Illinois (sureste)
- Condado de Ralls (sur)
- Condado de Monroe (suroeste)
- Condado de Shelby (oeste)

## Demografía
Según la Oficina del Censo en 2000, los ingresos medios por hogar en el condado eran de $31,925, y los ingresos medios por familia eran $39,187. Los hombres tenían unos ingresos medios de $28,524 frente a los $20,705 para las mujeres. La renta per cápita para el condado era de $15,662. Alrededor del 13.10% de la población estaban por debajo del umbral de pobreza.

## Transporte

### Carreteras principales
- U.S. Route 63
- Ruta 28
- Ruta 42
- Ruta 68
- Ruta 133

## Localidades
| - Argyle - Belle - Brinktown | - Hayden - High Gate - Vienna | - Vichy |

### Municipios
- Municipio de Boone
- Municipio de Dry Creek
- Municipio de Jackson
- Municipio de Jefferson
- Municipio de Johnson
- Municipio de Miller
- Municipio de Spring Creek